# He Zhen (anarkist)

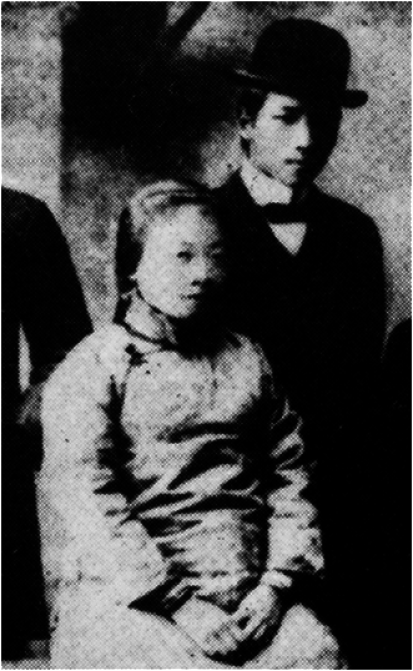
Hen Zhen

He-Yin Zhen, född ca 1884 , död ca 1920, var en kinesisk feminist och anarkist.
He Zhen föddes som He Ban i Yizheng, Jiangsu, hon gifte sig med den kända forskaren och anarkisten Liu Shipei 1903 och åkte med honom till Tokyo. Där tog hon namnet He Zhen (He "Thunderclap") men hon undertecknade sina publicerade skrifter med He-Yin Zhen för att inkludera sin mors flicknamn. 
Hon förespråkade kraftfullt motstånd mot mäns förtryck av kvinnor, liksom mot kapitalister och överklassen.
Tillsammans med sin man publicerade hon Tein Yee (stavas ibland Tianyi), som ofta anses vara den första anarkistiska tidskriften i Kina. Första utgåvan publicerades i Tokyo i Japan 1907. He Zhen var både redaktör och artikelförfattare i tidningen. Hon var en av få feministiska författare vid den tiden som skrev ur kvinnoperspektiv - under det tidiga 1900-talet var många av de feministiska författarna i det kinesiska samhället män.